# Plaizac
Plaizac foi uma comuna francesa na região administrativa da Nova Aquitânia, no departamento de Charente. Estendia-se por uma área de 3,98 km². Em 2010 a comuna tinha 151 habitantes (densidade: 37,9 hab./km²).
Em 1 de janeiro de 2016, passou a formar parte da comuna de Rouillac.